# Casa Butterfield
Casa Butterfield (The Children Nobody Wanted) è un film per la televisione del 1981 diretto da Richard Michaels e interpretato da Frederic Lehen, Michelle Pfeiffer, Matt Clark e Barbara Barrie.

## Trama
Il film è basato sulla storia vera di Tom Butterfield e sulla sua crociata per fornire una famiglia ai bambini senza casa. È stato  il primo ed il più giovane scapolo ad ottenere l'affidamento di un bambino nello stato del Missouri